# 磁共振引導聚焦超聲
磁共振引導聚焦超聲（magnetic resonance-guided focused ultrasound，MRgFUS）或磁振導航聚焦超音波，簡稱醫薩刀、磁波刀，是一种非侵入性治疗技术，其结合了高分辨率的磁共振成像和高强度聚焦超声，利用超声束可穿过软组织并聚焦于靶区的特点, 使组织凝固坏死, 并借由磁共振成像实时监控治疗范围及靶区内温度变化, 从而保证治疗效果及安全性。一般具有无须住院、可能仅需少量镇静剂、无离子辐射等优点, 目前已广泛应用于子宫肌瘤/腺肌症、骨肿瘤、前列腺癌、功能性神经疾病、乳腺癌等的临床治疗。
專用於腦部者特稱經顱磁振導航聚焦超音波（transcranial MRgFUS，tcMRgFUS），簡稱神波刀，是專用於腦部的高強度聚焦超聲系統，作用於腦組織達到特定的應用，並藉由磁共振成像進行即時解剖導航及溫度監控，其應用根據給予組織的溫度高低而分為熱療、熱破壞及熱消融，在無特別聲明的狀況下，一般指的是熱消融。
經顱磁振導航聚焦超音波是一種神經外科領域新興的微創手術的方式，機器本體結合磁共振成像机與聚焦超音波，藉由磁共振成像監控顱內溫度使得操作者能安心地使用高強度聚焦超聲探頭在顱內聚焦音波消融目標組織，病患全程清醒且無實體手術切口，僅需在術前在頭皮四個點施打局部麻醉藥來固定穩定頭部的支架，此特性使得神經內科醫師可以在手術過程中對病患即時進行相關的理學檢查，病患本身也能在手術時馬上感受到身體的改變。截至2021年磁波刀主要用於治療動作障礙類的疾病。
根據聚焦超聲基金會2020年的領域發展報告，此技術截至該年已通過10個國家以上之衛生機關或區域組織的相關認證法規，可使用於特定適應症，包含澳洲、加拿大、歐盟、日本、台灣、美國、中國等。

## 原理
磁共振成像在經顱磁振導航聚焦超音波手術中為腦部結構與組織作輔助導引，並在音波給予期間應用磁共振溫度成像技術（磁共振測温）即時監控手術區域的溫度提升。
超音波則在手術中帶來能量，達到類似手術刀的功能；透過一千個以上的超音波振元應用相位校正技術讓超音波束能在穿透頭骨後的巨大衰減中保持有效聚焦，更重要的是焦點保持一定的能量，以進行長累積時間的低溫度治療，攝氏50~54℃，或是短累積時間的高溫治療，攝氏55℃以上，來達到長期維持的療效。
音波遭遇密度變化會產生折射、反射，甚至全反射，因此在一般的超音波影像檢查時，技術人員會在皮膚表面塗上冰涼的凝膠，緩衝超音波探頭至表皮的密度變化，在經顱磁振導航聚焦超音波手術中則利用水作為頭部與超音波震源間的密度緩衝物質，並利用電子控制系統的演算法進行超音波相位的調控，避免反相位的振幅抵銷，也可以小幅度移動焦點，同時系統會監控空蝕現象（Cavitation）的產生，即時調控超音波強度（intensity）避免此現象發生並在顱內發出非預期的衝擊波。但在另一類應用中，會降低音波頻率（frequency）加上注射超聲造影劑來刻意造成空蝕現象的產生，超音波震盪會使微氣泡體積隨著超音波的疏密變化而改變，體積一旦超過閾值會使微氣泡爆破並發射衝擊波，短暫的打開血腦屏障讓藥物得以投送進腦組織，此應用的範圍為局部組織而非單一靶點，因此不需要精細的磁共振成像輔助導引以及穩定頭部的支架，但其使用目的已全然不同，目標為輔助投送藥物進入腦部而非燒融組織形成傷口；截至2021年此技術主要應用於癲癇、阿茲海默症、膠質母細胞瘤（腦癌一種）的人體試驗中。

## 臨床適應症
腦神經手術中，有傳統的手術刀，及利用通電探針的射頻燒灼術（Radiofrequency Ablation）和使用伽瑪射線的加馬刀（Gamma Knife），以及應用超音波的經顱磁振導航聚焦超音波進行熱消融等許多方式，但臨床機轉大同小異，不外乎利用細胞凋亡、細胞壞死或是直接切除組織讓有問題的細胞無法作用來達到病症的消除或減緩；因此治療的顱內標的或靶點大多通用，例如控制顫抖的首選靶點為視丘腹內側核（Vim）。
截至2021年各國已通過醫療法規核可使用經顱磁振導航聚焦超音波治療之適應症主要為動作障礙類的疾病，如原發性顫抖症、顫抖型帕金森氏症，與帕金森氏症的動作障礙症狀緩解，其它疾病如癲癇、X染色體性聯遺傳肌張力不全帕金森氏症症候群尚在臨床試驗階段。
部分精神類疾病如強迫症、憂鬱症或是神經痛症狀如三叉神經痛甚至是腦部腫瘤於2021年仍在臨床試驗階段。

## 醫療保險
在美國，截至2021年聯邦醫療保險（Medicare）及部分私立保險公司會為使用經顱磁振導航聚焦超音波手術治療原發性顫抖症的保戶進行給付，如藍十字藍盾協會（Blue Cross and Blue Shield Association） 及聯合健康保險（Unitedhealthcare）。
日本於2019年6月將此治療術式納入日本國民健康保險。

## 與海扶刀的異同
經顱磁振導航聚焦超音波與海扶刀同屬高強度聚焦超聲 技術應用中的熱消融，需提升溫度直至組織消融，但經顱磁振導航聚焦超音波有專用的中空半圓形超音波探頭讓頭顱置入，音波為了穿透頭骨必須進行相位校正並且增加振元數量以達到能在顱內進行熱消融的能量並且使用磁共振成像進行解剖導航；而海扶刀一般應用於體部，常用於攝護腺癌、子宮肌瘤 、乳癌 ，或骨肉瘤 ，因為病灶皆不被骨組織覆蓋，音波傳遞過程的衰減在可接受的範圍，故普遍利用超音波影像作為導航。

## 外部連結
- Focused Ultrasound Foundation （页面存档备份，存于）